# Абросимов, Николай Николаевич
Николай Николаевич Абросимов (20 января [2 февраля] 1918, Петроград — 25 марта 2012, Санкт-Петербург) — советский футболист, нападающий, полузащитник. Мастер спорта СССР. Играл в футбол за «Зенит», в хоккей с шайбой — за «Дзержинец», в хоккей с мячом — за «Красную зарю».
Начинал играть в футбол за команду фабрики имени Халтурина. В 1937 году был приглашён в спортивный клуб ЛМЗ. В первый же день сыграл за четыре команды: за четвёртую команду отыграл целый матч, 20 минут — за третью, один тайм — за вторую. В 1938 году был приглашён Борисом Ивиным в главную команду ЛМЗ — «Сталинец», к которой тренировался в течение полугода, однако в чемпионате дебютировать не успел, получив повестку в военкомат.
Осенью 1938 был призван в войска ПВО, в 1940 году стал чемпионом Ленинграда в составе сборной Ленинградского военного округа. Участвовал в Финской и Великой Отечественной войне, был награждён орденами Красной Звезды и орденом Отечественной войны II степени. В годы блокады участвовал в чемпионатах Ленинграда.
Родители Абросимова погибли в блокадном Ленинграде, младший брат погиб на фронте.
Абросимов за четыре года получил 20 ранений различной степени тяжести. Старшиной командовал боевым расчётом установки аэростатов, полк базировался в Лисьем Носу.
В 1944 году «Зенит» провёл товарищеский матч со сборной блокадного чемпионата, из которой пригласил Абросимова. В 1948 году Абросимов в связи с плохой финансовой ситуацией в клубе перешёл в «Судостроитель», о чём впоследствии жалел. В следующем году завершил футбольную карьеру, стал играть в хоккей с шайбой.
Окончил институт имени Лесгафта, в течение 30 лет тренировал футбольную команду Военмеха, многократный победитель первенства Ленинграда среди вузов. В 1952—1978 годах работал преподавателем кафедры физвоспитания.
Нескольких лет возглавлял студенческую сборную Ленинграда. В начале 1980-х вместе с Петром Дементьевым тренировал команду Балтийского завода. Позже курировал в ДСО «Зенит» проведение чемпионата города среди заводских коллективов.
Скончался 25 марта 2012 года на 95-м году жизни.